# 仲子隆
仲子 隆（なかこ たかし、1892年（明治25年）11月26日 – 1958年（昭和33年）1月5日）は、大正から昭和前期の教育者、政治家。衆議院議員（1期）、参議院議員（1期）。旧姓は金光。

## 経歴
山口県出身。金光喜一の三男として生まれ仲子家の養子となる。1920年（大正9年）東京高等師範学校を卒業した。
小学校訓導、山口県師範学校教諭兼訓導、愛知県女子師範学校教諭兼愛知県第二高等女学校（現愛知県立名古屋西高等学校）教諭、同附属小学校主事、地方視学官、山口県立徳山中学校（現山口県立徳山高等学校）長などを務めた。
1946年（昭和21年）4月、第22回衆議院議員総選挙に山口県選挙区から出馬して当選し、衆議院議員を1期務めた。1947年（昭和22年）4月、第1回参議院議員通常選挙に全国区から出馬して当選（補欠、任期3年）し、参議院議員を1期務めた。この間、国民党渉外部長、民主党総務などを務めた。その後、第2回通常選挙（全国区）、第3回通常選挙（山口県選挙区）に出馬したがいずれも落選した。
その他、山口県教育公務員弘済会理事長を務めた。
1958年（昭和33年）1月5日死去、65歳。死没日をもって勲四等瑞宝章追贈（勲六等からの昇叙）、従五位から正五位に叙される。